# Marcus DuMont

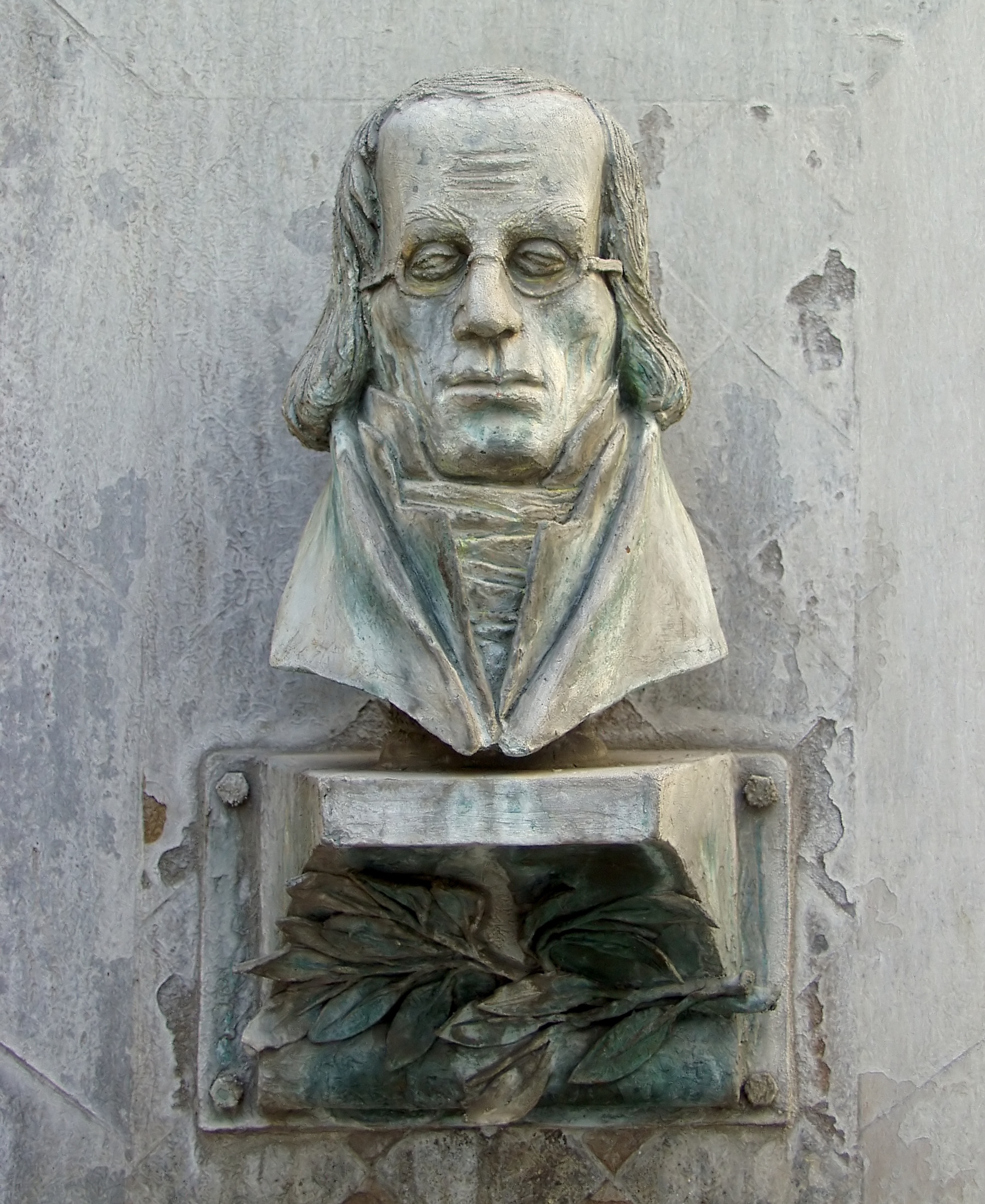
Marcus DuMont – Relief am DuMont-Brunnen in Köln

Marcus Johann Theodor DuMont (Rufname Marcus DuMont, * 10. Januar 1784 in Köln; † 24. November 1831 ebenda) war ein deutscher Verleger und Herausgeber der Kölnischen Zeitung.

## Leben
Marcus DuMont war der jüngste Sohn des Tabakfabrikanten Franz Heinrich Joseph DuMont (1751–1787) und ein Neffe von Nikolaus DuMont. Nach der Schulausbildung am Dreikönigsgymnasium und der von den französischen Besatzern in eine Zentralschule umgewandelten Universität begann DuMont das Philosophie-Studium an der Universität Münster. Später wechselte er zum Studium der Rechtswissenschaften nach Würzburg und Göttingen. Nach dem Studium kehrte er nach Köln zurück und schrieb zunächst juristische Prozessabhandlungen, unter anderem in einem Rechtsstreit zwischen den Kölner Stiftsherren und der französischen Domänenverwaltung um Grundstücke und Liegenschaften, den Napoléon 1807 durch das Danziger Dekret zugunsten der Stiftsherren beendete.
Im Jahr 1805 heiratete DuMont Maria Katharina Jacobina Schauberg (1779–1845), die aus einer Buchdruckerfamilie entstammte. Von der Familie seiner Frau erwarb DuMont im Jahr 1805 für 1400 Reichstaler die Schaubergsche Druckerei, in der Straße Unter Goldschmied gelegen, die aus der 1626 gegründeten Hilden'schen Buchdruckerei zu Köln hervorgegangen war. Mit dem Kauf der Druckerei übernahm DuMont auch die seit 1802 von den Erben Schauberg und zeitweilig von seinem Onkel Nicolaus DuMont verlegte Kölnische Zeitung in einer Auflagenstärke von 250 Exemplaren.
Marcus DuMont übernahm die Redaktion der Zeitung, die sich unter seiner Leitung zu einem einflussreichen Presseerzeugnis entwickelte. Durch die Entscheidung der französischen Verwaltung im Roerdépartement nur noch den Druck einer Zeitung zu genehmigen, die in Aachen herausgegeben wurde, musste DuMont im August 1809 den Druck der Kölnischen Zeitung einstellen. Nach Protest bei Napoléon wurde DuMont gestattet, den Mercure de la Roër und ein feuilletonistisches Anzeigenblatt für Köln herauszugeben. Außerdem erhielt er als Ausgleich eine jährliche staatliche Unterstützung von 4000 Francs.
Bereits einen Tag nach Abzug der Französischen Besatzung, am 16. Januar 1814, gab Marcus DuMont die Kölnische Zeitung wieder heraus. Im Jahr 1815 baute er zusammen mit Johann Peter Bachem eine Buchhandlung auf. Für seine Angestellten gründete DuMont eine Unterstützungskasse im Krankheits- und Invaliditätsfall, eine frühe Art der betrieblichen Krankenkasse. Im Jahr 1816 wurde der DuMontsche Verlag und die Zeitungsredaktion von der Brückenstraße in das neue Verlagsgebäude Breite Straße 133 verlegt. Die Kölnische Zeitung galt als katholisch und preußenkritisch und wurde häufig zensiert. So erschien die Kölnische Zeitung am 4. Mai 1817 mit einer leeren Titelseite.
Unterschiedliche Ideen über die Ausrichtung des Geschäftes führten im Frühjahr 1818 zur Auflösung des Gesellschaftervertrages zwischen Bachem und DuMont. Bachem eröffnete unter seinem Namen eine Verlagsbuchhandlung, DuMont gründete am 1. April 1818 die Du Mont-Schauberg'sche Buchhandlung und das Verlagshaus M. DuMont Schauberg.

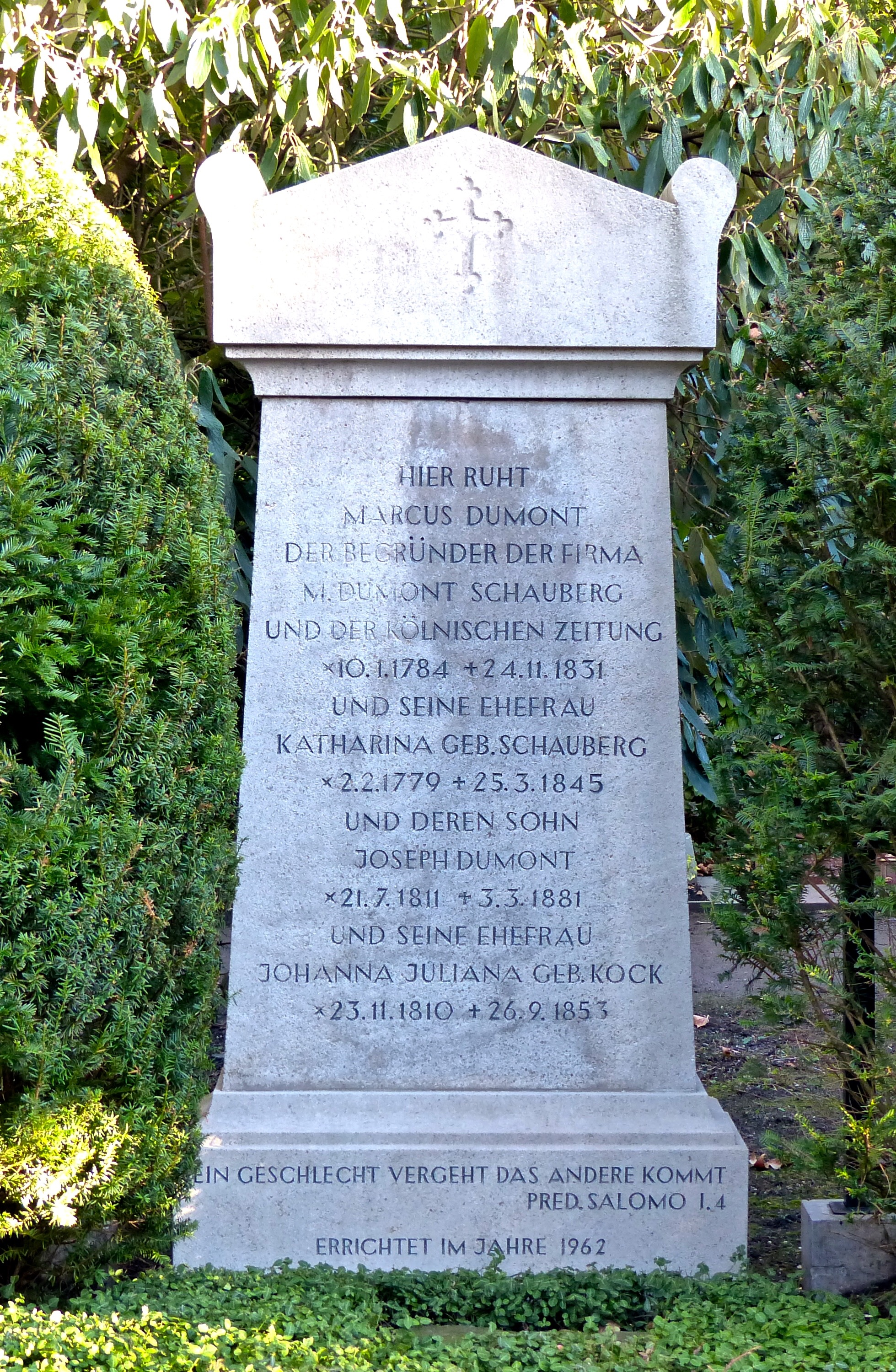
Grabstein von Marcus DuMont auf dem Melaten-Friedhof (1962 neu errichtet)

Im Jahr 1820 wurde eine Filiale der DuMontschen Buchhandlung in Aachen eröffnet, die auch nach seinem Tod bis zum 31. Juli 1836 im Besitz der Familie war. Die Kölnische Zeitung entwickelte sich unter der Leitung von DuMont zu einem einflussreichen Presseblatt im Rheinland. Bis 1829 erschien die Kölnische Zeitung viermal in der Woche, danach wurden sechs Ausgaben hergestellt. Die zeitnahe Berichterstattung von der Julirevolution von 1830 in Frankreich verhalf dem Blatt zu einer Steigerung der Auflage auf über 3300 Exemplare.
Marcus DuMont starb am 24. November 1831 und wurde auf dem Friedhof Melaten (Hauptweg,  zwischen Lit. A und B) begraben. Die Leitung des Verlages wurde nach seinem Tod von seiner geschäftstüchtigen Frau Katarina und einem seiner zwölf Kinder, dem 20-jährigen Sohn Joseph DuMont übernommen.
An dem von Theo Heiermann 1986 errichteten Kölner Zeitungsbrunnen am Standort des DuMontschen Verlagshauses in der Breite Straße in Köln wurde eine Plakette mit dem Bildnis von Marcus Johann Theodor DuMont angebracht.